# فهرست فرودگاه‌های ناحیه ادمونتون
این مقاله شمال فهرست فرودگاه‌های ادمونتون، آلبرتا، کانادا است.

## فرودگاه‌ها
| نام فرودگاه                                  | ایکائو/TC موقعیت‌یاب (یاتا) | مکان                                           | مختصات                                                          |
| -------------------------------------------- | -------------------------- | ---------------------------------------------- | --------------------------------------------------------------- |
| فرودگاه بین‌المللی ادمونتون                   | CYEG (YEG)                 | Nisku، Leduc County                            | ۵۳°۱۸′۳۵″ شمالی ۱۱۳°۳۴′۴۷″ غربی / ۵۳٫۳۰۹۷۲°شمالی ۱۱۳٫۵۷۹۷۲°غربی |
| فرودگاه صحرایی ادمونتون/کلمار                | CMF2                       | Calmar، Leduc County                           | ۵۳°۱۱′۰۴″ شمالی ۱۱۳°۴۴′۲۲″ غربی / ۵۳٫۱۸۴۴۴°شمالی ۱۱۳٫۷۳۹۴۴°غربی |
| فرودگاه ادمنتن سیتی اسنتر                    | CYXD (YXD)                 | ادمونتون                                       | ۵۳°۳۴′۲۱″ شمالی ۱۱۳°۳۱′۱۴″ غربی / ۵۳٫۵۷۲۵۰°شمالی ۱۱۳٫۵۲۰۵۶°غربی |
| فرودگاه ادمونتون/کوکینگ لیک                  | CEZ3                       | South Cooking Lake، Strathcona County          | ۵۳°۲۵′۳۹″ شمالی ۱۱۳°۰۶′۵۷″ غربی / ۵۳٫۴۲۷۵۰°شمالی ۱۱۳٫۱۱۵۸۳°غربی |
| فرودگاه ادمونتون/گارتنر                      | CFQ7                       | Gartner farm, (Rolly View,) Leduc County       | ۵۳°۱۶′۵۴″ شمالی ۱۱۳°۲۷′۱۸″ غربی / ۵۳٫۲۸۱۶۷°شمالی ۱۱۳٫۴۵۵۰۰°غربی |
| فرودگاه ادمونتون                             | CFB6                       | Josephburg، Strathcona County                  | ۵۳°۴۳′۴۱″ شمالی ۱۱۳°۰۵′۱۴″ غربی / ۵۳٫۷۲۸۰۶°شمالی ۱۱۳٫۰۸۷۲۲°غربی |
| فرودگاه صحرایی ادمونتون/گویر                 | CGF2                       | Ardrossan، Strathcona County                   | ۵۳°۳۴′۳۵″ شمالی ۱۱۲°۵۸′۵۱″ غربی / ۵۳٫۵۷۶۳۹°شمالی ۱۱۲٫۹۸۰۸۳°غربی |
| فرودگاه صحرایی ادمونتون/مورینویل (باند کری)  | CCF6                       | Currie farm, (Morinville,) Sturgeon County     | ۵۳°۴۹′۱۱″ شمالی ۱۱۳°۴۵′۳۹″ غربی / ۵۳٫۸۱۹۷۲°شمالی ۱۱۳٫۷۶۰۸۳°غربی |
| فرودگاه صحرایی ادمونتون/مورینویل (باند مایک) | CMN6                       | Poworoznik farm, (Morinville,) Sturgeon County | ۵۳°۵۰′۱۳″ شمالی ۱۱۳°۳۳′۴۸″ غربی / ۵۳٫۸۳۶۹۴°شمالی ۱۱۳٫۵۶۳۳۳°غربی |
| محله هوایی ادمونتون/توئین آیلند              | CEE6                       | Half Moon Lake، Strathcona County              | ۵۳°۲۸′۱۶″ شمالی ۱۱۳°۰۹′۱۶″ غربی / ۵۳٫۴۷۱۱۱°شمالی ۱۱۳٫۱۵۴۴۴°غربی |
| فرودگاه ادمونتون/ویلنوو                      | CZVL                       | Villeneuve، Sturgeon County                    | ۵۳°۴۰′۰۳″ شمالی ۱۱۳°۵۱′۱۶″ غربی / ۵۳٫۶۶۷۵۰°شمالی ۱۱۳٫۸۵۴۴۴°غربی |
| فرودگاه ادمونتون/ویلنوو (باند رز)            | CRF3                       | Rose farm, Sturgeon County                     | ۵۳°۳۸′۴۴″ شمالی ۱۱۳°۴۸′۱۰″ غربی / ۵۳٫۶۴۵۵۶°شمالی ۱۱۳٫۸۰۲۷۸°غربی |

## فرودگاه‌های آب‌نشین
| نام فرودگاه                        | TC موقعیت‌یاب | مکان                                  | مختصات                                                          |
| ---------------------------------- | ------------ | ------------------------------------- | --------------------------------------------------------------- |
| فرودگاه آبی دریاچه کوکینگ/ادمونتون | CEE7         | South Cooking Lake، Strathcona County | ۵۳°۲۶′۰۰″ شمالی ۱۱۳°۰۷′۰۰″ غربی / ۵۳٫۴۳۳۳۳°شمالی ۱۱۳٫۱۱۶۶۷°غربی |

## بالگردگاه‌ها
| نام فرودگاه                                                            | ایکائو/TC موقعیت‌یاب (یاتا) | مکان (by municipality)                          | مختصات                                                          |
| ---------------------------------------------------------------------- | -------------------------- | ----------------------------------------------- | --------------------------------------------------------------- |
| Edmonton/Eastport Heliport                                             | CEP8                       | Hosser Estate, Sherwood Park، Strathcona County | ۵۳°۳۰′۳۰″ شمالی ۱۱۳°۲۰′۰۰″ غربی / ۵۳٫۵۰۸۳۳°شمالی ۱۱۳٫۳۳۳۳۳°غربی |
| Edmonton/Grey Nuns Community Hospital Heliport                         | CES8                       | Grey Nuns Community Hospital، ادمونتون          | ۵۳°۲۷′۴۴″ شمالی ۱۱۳°۲۵′۴۰″ غربی / ۵۳٫۴۶۲۲۲°شمالی ۱۱۳٫۴۲۷۷۸°غربی |
| Edmonton/Kelsonae Heliport                                             | CSG6                       | Sunwapta helicopters, Parkland County           | ۵۳°۲۱′۵۸″ شمالی ۱۱۳°۵۰′۱۶″ غربی / ۵۳٫۳۶۶۱۱°شمالی ۱۱۳٫۸۳۷۷۸°غربی |
| Edmonton/Leduc Heliport                                                | CLD2                       | Leduc Community Hospital، لودوک                 | ۵۳°۱۵′۱۱″ شمالی ۱۱۳°۳۲′۳۴″ غربی / ۵۳٫۲۵۳۰۶°شمالی ۱۱۳٫۵۴۲۷۸°غربی |
| Edmonton/Misericordia (Community Hospital) Heliport                    | CMC2                       | Misericordia Community Hospital، ادمونتون       | ۵۳°۳۱′۱۳″ شمالی ۱۱۳°۳۶′۳۹″ غربی / ۵۳٫۵۲۰۲۸°شمالی ۱۱۳٫۶۱۰۸۳°غربی |
| Edmonton/Namao Heliport                                                | CYED (YED)                 | Lancaster Park, سی‌اف‌بی ادمنتن                   | ۵۳°۴۰′۵″ شمالی ۱۱۳°۲۸′۱۹″ غربی / ۵۳٫۶۶۸۰۶°شمالی ۱۱۳٫۴۷۱۹۴°غربی  |
| Edmonton (Royal Alexandra Hospital) Heliport                           | CFH7                       | Royal Alexandra Hospital، ادمونتون              | ۵۳°۳۳′۲۹″ شمالی ۱۱۳°۲۹′۴۶″ غربی / ۵۳٫۵۵۸۰۶°شمالی ۱۱۳٫۴۹۶۱۱°غربی |
| Edmonton/St. Albert Heliport                                           | CES3                       | Edmonton/St. Albert Airport، Sturgeon County    | ۵۳°۴۱′۱۵″ شمالی ۱۱۳°۴۱′۱۴″ غربی / ۵۳٫۶۸۷۵۰°شمالی ۱۱۳٫۶۸۷۲۲°غربی |
| Edmonton/Sturgeon Community Hospital                                   | CSA3                       | Sturgeon Community Hospital، سنت آلبرت          | ۵۳°۳۹′۱۶″ شمالی ۱۱۳°۳۷′۳۸″ غربی / ۵۳٫۶۵۴۴۴°شمالی ۱۱۳٫۶۲۷۲۲°غربی |
| Edmonton/University of Alberta (Stollery Children's Hospital) Heliport | CEW7                       | University of Alberta Hospital، ادمونتون        | ۵۳°۳۱′۱۴″ شمالی ۱۱۳°۳۱′۲۹″ غربی / ۵۳٫۵۲۰۵۶°شمالی ۱۱۳٫۵۲۴۷۲°غربی |
| Redwater (Heliworks) Heliport                                          | CRW2                       | Heliworks Aviation, Sturgeon County             | ۵۳°۵۵′۰۹″ شمالی ۱۱۳°۰۶′۱۵″ غربی / ۵۳٫۹۱۹۱۷°شمالی ۱۱۳٫۱۰۴۱۷°غربی |